# Linn Berggren
Malin Sofia Katarina Berggren (Bergsjön parish, 1970. október 31. –), közismert néven Linn Berggren svéd énekesnő és dalszerző, az Ace of Base popegyüttes egykori tagja.
Gyerekkora óta érdeklődött a zene iránt, az iskolai kórusban is énekelt, mielőtt 1987-ben bátyjával, Jonas Berggrennel, húgával, Jennyvel, valamint egy barátjukkal, Ulf Ekberggel megalapították az Ace of Base-t. Linn eleinte vezető szerepet vállalt az együttesben énekesnőként, 1990-től tanári ambícióit is félretette az énekesi karrier kedvéért, 1997-től azonban egyre inkább háttérbe szorult, előbb vokalista lett, miután húga lépett elő vezető énekessé, majd 2004-től szüneteltette is tevékenységét, míg végül 2007-ben, mentális betegségre és a hírnévvel való összeférhetetlenségre hivatkozva végleg kivált az együttesből. Zenei pályafutását máshol sem folytatta, későbbi életéről (a zenekar tagjai közül egyedüliként) igen keveset tudni.
Linn Berggren több nyelven is beszél, svéd anyanyelvén túl angolul és németül folyékonyan, valamint beszéli az oroszt, a spanyolt és a franciát is. Hangja kontraalt.